# Holbrook (Arizona)
Holbrook város az USA Arizona államában. Lakosainak száma 4858 fő (2020. április 1.).

## Népesség
A település népességének változása:

| 2010 | 5 053 |
| 2020 | 4 858 |